# Ceraclea signaticornis
Ceraclea signaticornis är en nattsländeart som först beskrevs av Georg Ulmer 1926.  Ceraclea signaticornis ingår i släktet Ceraclea och familjen långhornssländor. Inga underarter finns listade i Catalogue of Life.